# 埃纳河旁侧运河
埃纳河旁侧运河（法語：Canal latéral à l'Aisne，法語發音：[kanal lateʁal a lɛn]）是法国北部的一条运河，连接了位于维约莱萨斯费尔德的阿登运河与位于埃纳河畔孔代的埃纳河，长51.3公里，有8个水闸，在贝里欧巴克与埃纳–马恩运河交汇，在布尔和科曼与瓦兹–埃纳运河交汇。